# Midea pruinosa
Midea pruinosa là một loài bướm đêm trong họ Noctuidae.